# (74054) 1998 JT4
1998 جاي تي 4 (ويعرف أيضًا باسم (74054) 1998 جاي تي 4 وفق تسمية الكوكب الصغير) (بالإنجليزية: 1998 JT4)‏ هو كويكب ضمن حزام الكويكبات؛ وترتيبه 74054 من حيث الاكتشاف.
اكتُشف هذا الجُرم الفلكي بواسطة بحث لنكولن عن الكويكبات القريبة من الأرض في 1 مايو 1998.

## وصلات خارجية
- (74054) 1998 JT4 في قاعدة بيانات مختبر الدفع النفاث لأجرام النظام الشمسي الصغيرة

- الاكتشاف · مخطط المدار ·  العناصر المدارية · المعلمات المادية

- (74054) 1998 JT4 على موقع ويكي سكاي: DSS2, SDSS, GALEX, IRAS, Hydrogen α, X-Ray, Astrophoto, Sky Map, Articles and images